# Paul Chabauty
Paul Chabauty (20 de enero de 2001) es un deportista de Francia que compite en atletismo. Ganó una medalla de bronce en el Campeonato Europeo de Atletismo Sub-20 de 2019, en la prueba de 110 m vallas.